# Nowa Wieś (Pomorzowiczki)
Nowa Wieś – zniesiony przysiółek wsi Pomorzowiczki w Polsce, położony w województwie opolskim, w powiecie głubczyckim, w gminie Głubczyce, w bok od trasy Głubczyce - Pomorzowiczki - Klisino. 
Nazwę zniesiono z 2025 r.
W latach 1975–1998 przysiółek administracyjnie należał do ówczesnego województwa opolskiego.